# Cisande
Cisande is een bestuurslaag in het regentschap Sukabumi van de provincie West-Java, Indonesië. Cisande telt 7239 inwoners (volkstelling 2010).